# 대모잠자리
대모잠자리(학명:Libellula angelina)는 잠자리목 잠자리과 대모잠자리속에 속하는 잠자리이다. 전체적인 몸길이는 3.8cm~4.3cm이다.

## 특징과 먹이
대모잠자리는 황금색에서 녹슨 황갈색의 잠자리로서  복부 중앙에 어두운 줄무늬가 있고 날개에 독특한 무늬가 있다. 대모잠자리속 계통의 다른 구성원과 마찬가지로 대모잠자리는 비교적 짧고 넓은 복부를 가지고 있으며 몸은 날개 길이보다 뚜렷하게 짧다. 영어권에서는 배코 톰보나 안젤리나라는 이름으로 불리며 바다거북의 한 종류인 대모와 닮은 모습을 가져서 대모잠자리라는 이름이 붙은 종이 된다. 형태적으로는 겹눈이 작고 둥글며 앞쪽 모서리 방향으로 돌출되어있고 짙은 갈색 띠무늬로 연결되어 있으며 몸에 가는 털들이 많이 존재한다. 체형은 긴 타원형이며 옆 가시는 제8~9배 마디에 존재하고 등가시는 제3~9배 마디에 존재한다. 먹이로는 유충 시절엔 장구벌레와 같은 수생곤충을 잡아먹고 성충이 되어서는 모기, 하루살이와 같은 곤충들을 잡아먹고 살아가는 육식성의 곤충에 속한다.

## 서식지, 번식기, 보호 활동
대모잠자리가 서식하는 주요한 국가는 대한민국, 일본, 중국으로 동남아시아에서만 서식하는 곤충이다. 습지나 연못에서 주로 서식하는 종이다. 번식기는 10월에서 11월의 가을이며 번식기가 되면 번식력이 있는 암컷을 얻기 위해 수컷들 사이에서 종종 치열한 경쟁이 벌어진다. 암컷은 일반적으로 교미 직후 물에 알을 낳기 시작하며 종종 짝이 보호한다. 그러나 일부 종의 암컷은 살아있는 정자를 며칠 동안 몸에 저장할 수 있다. 대모잠자리의 유충 기간은 1년이다. 유충의 상대로 겨울을 나는 곤충이며 알은 5월에서 6월 사이에 부화하고 이듬해의 봄에 성충이 나온다. 대모잠자리는 세계자연보전연맹(IUCN)에서 정한 위급 등급의 멸종위기종으로 대한민국 환경부뿐만 아니라 일본, 중국에서도 보호 활동을 하고 있으며 국제적으로도 개체수의 보호를 받는 종이다.

## 같이 보기
- 잠자리
- 곤충